# Военно-воздушные силы Молдовы
Военно-воздушные силы Молдавии (рум. Forțele Aeriene ale Republicii Moldova) — составная часть Вооружённых сил Молдавии, наряду с Сухопутными войсками Молдавии, Дунайскими силами и Войсками карабинеров. Созданы в 1991—1992. Насчитывают 800 человек.

## История
Молдавия, в 1992-м году подписала Ташкентское соглашение о принципах и порядке выполнения ДОВСЕ, которое, имело целью распределение прав и обязательств бывшего СССР по ДОВСЕ между Россией и семью другими государствами — участниками Договора. Квота для Молдавии по авиации составляет — 50 боевых самолётов и 50 ударных вертолётов.
В 1992 году в ходе национализации Молдавии досталось: 12 ПУ ЗРК С-200, 18 ПУ ЗРК С-75, 16 ПУ ЗРК С-125, 31 истребитель МиГ-29, 3 учебно-боевых МиГ-29УБ, 4 вертолёта Ми-8 и 4 Ми-26.
В 1994 году ВВС Молдавии состояли из истребительного полка, вертолётной эскадрилии и одной зенитно-ракетной бригады, с общей численностью в 1 300 человек. На вооружении находилось 31 истребитель МиГ-29; 8 вертолётов Ми-8; 5 транспортных самолётов (в том числе Ан-72 ); и 25 ЗРК С-125 и С-200.

## Организационный состав
Главный штаб Военно-воздушных сил (рум. Comandamentul Forţe Aeriene)
- Авиационная база «Дечебал» (рум. Baza de Aviaţie «Decebal») — Маркулешты, Флорештский район
- Зенитный ракетный полк «Дмитрий Кантемир»[рум.] (рум. Regimentul de rachete antiaeriene «Dimitrie Cantemir») — Дурлешты, муниципий Кишинёв
- Авиабаза Маркулешты[рум.] — Маркулешты, Флорештский район

## Символика

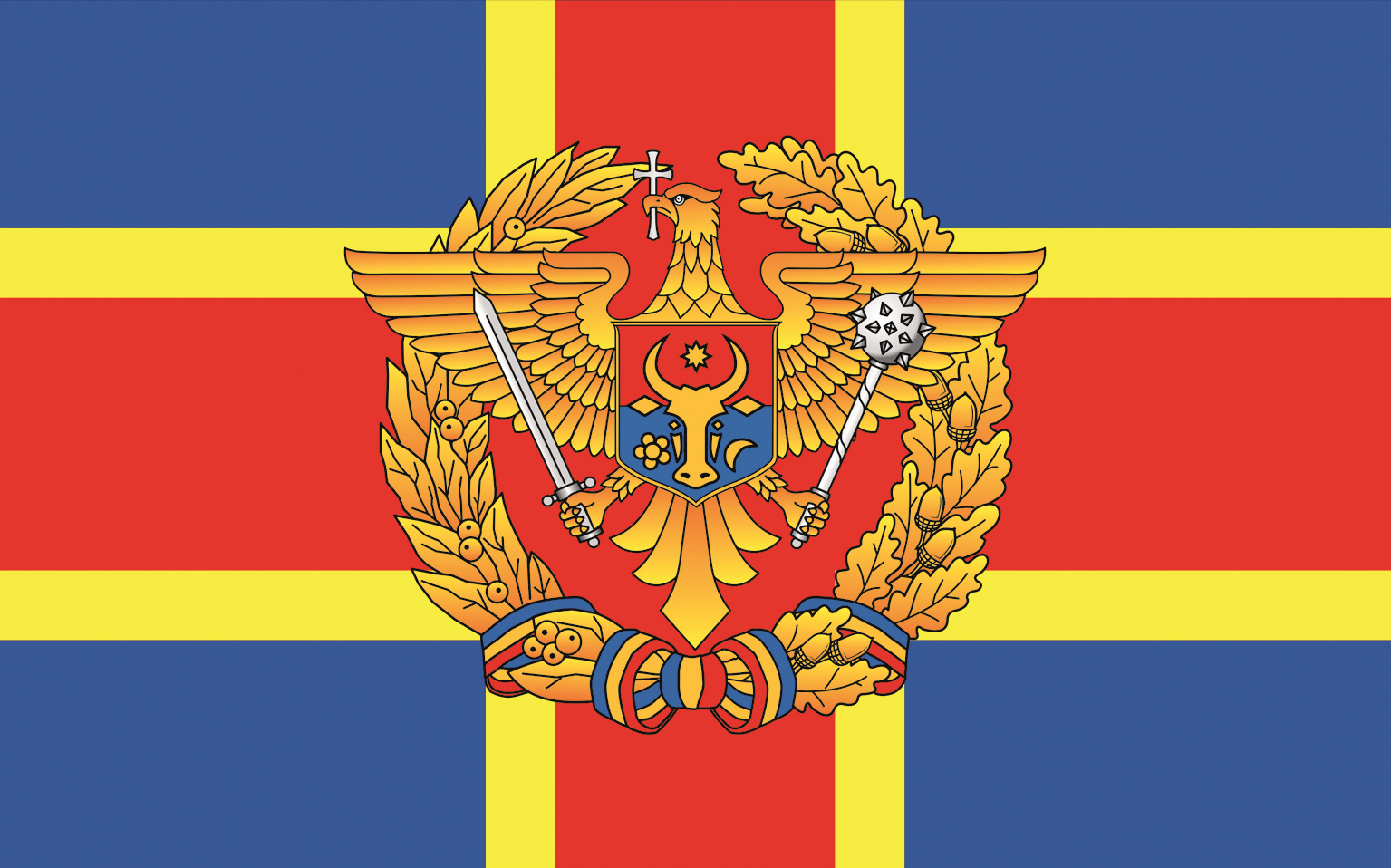
Флаг Вооружённых сил Молдавии
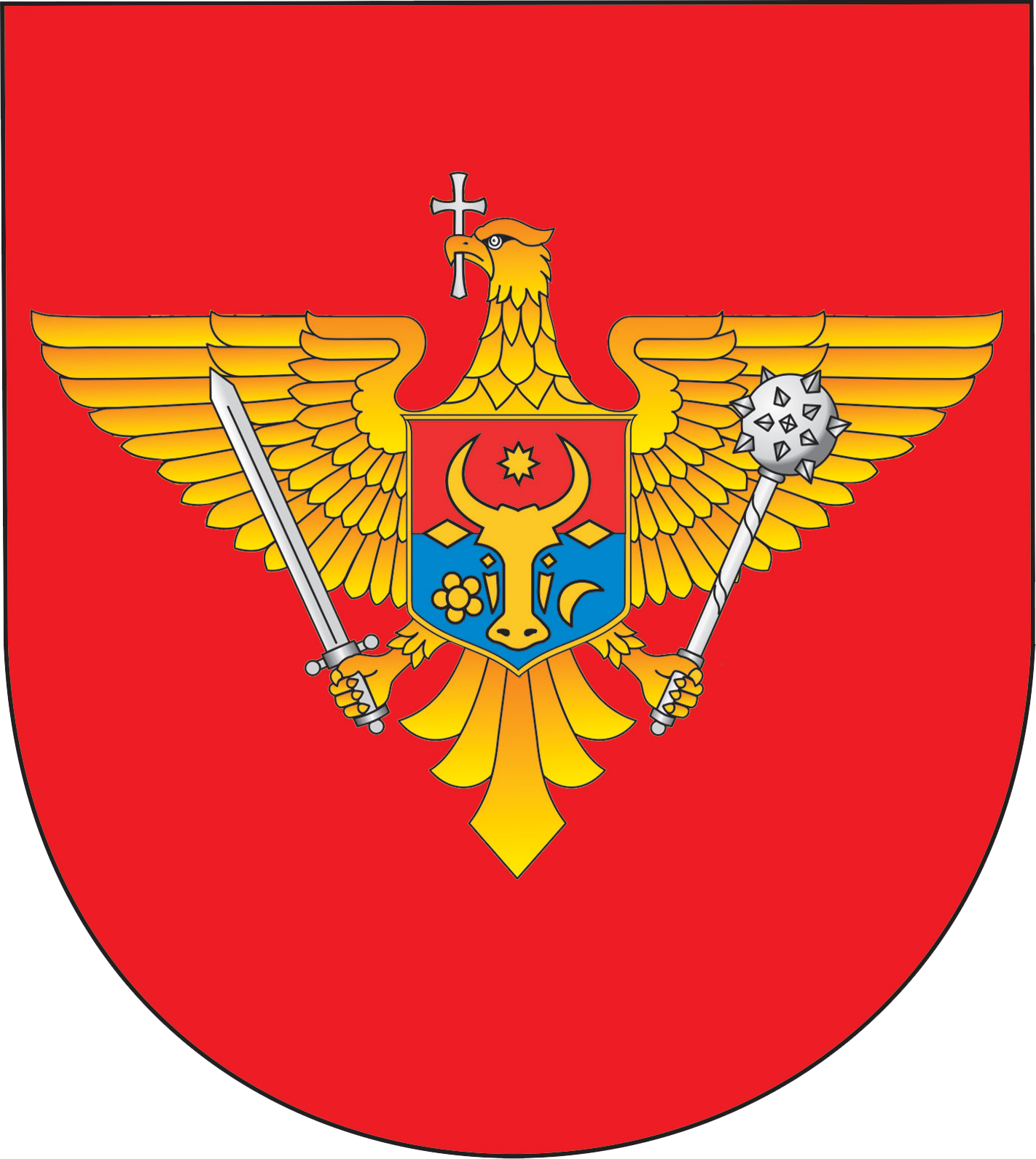
Герб Вооружённых сил Молдавии
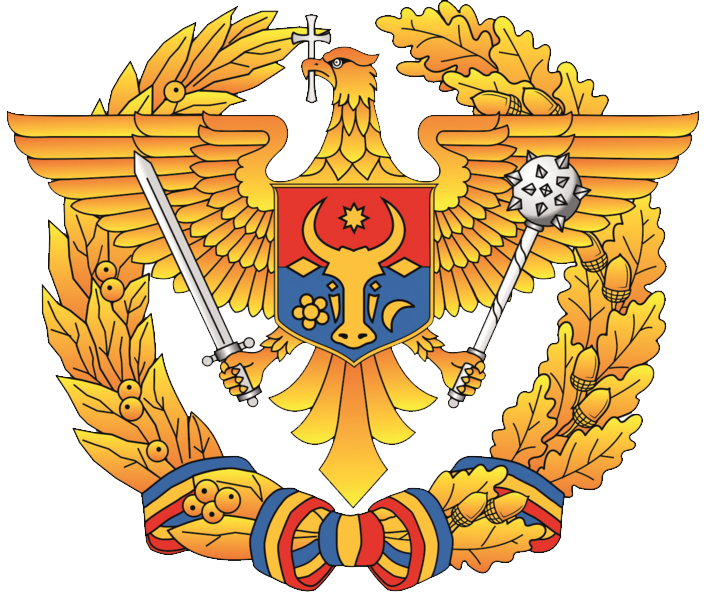
Эмблема Вооружённых сил Молдавии
Опознавательный знак ВВС Молдавии

## Техника и вооружение
Согласно данным IISS The Military Balance на 2024 год, ВВС Молдавии имеют в своём распоряжении следующую технику:
| Тип          | Изображение | Производство | Назначение                           | Количество | Примечания |
| Самолёты     | Самолёты    | Самолёты     | Самолёты                             | Самолёты   | Самолёты   |
| ------------ | ----------- | ------------ | ------------------------------------ | ---------- | ---------- |
| Ан-2         |             | СССР         | общего назначения                    | 2          |            |
| Ан-26        |             | СССР         | транспортный                         | 1          |            |
| Вертолёты    |             |              |                                      |            |            |
| Ми-8         |             | СССР         | многоцелевой                         | 1          |            |
| Системы ПВО  |             |              |                                      |            |            |
| С-125 «Нева» |             | СССР         | Один из ЗРК защищает столицу Кишинёв | 3          |            |

### МолдавскиеМиГ-29

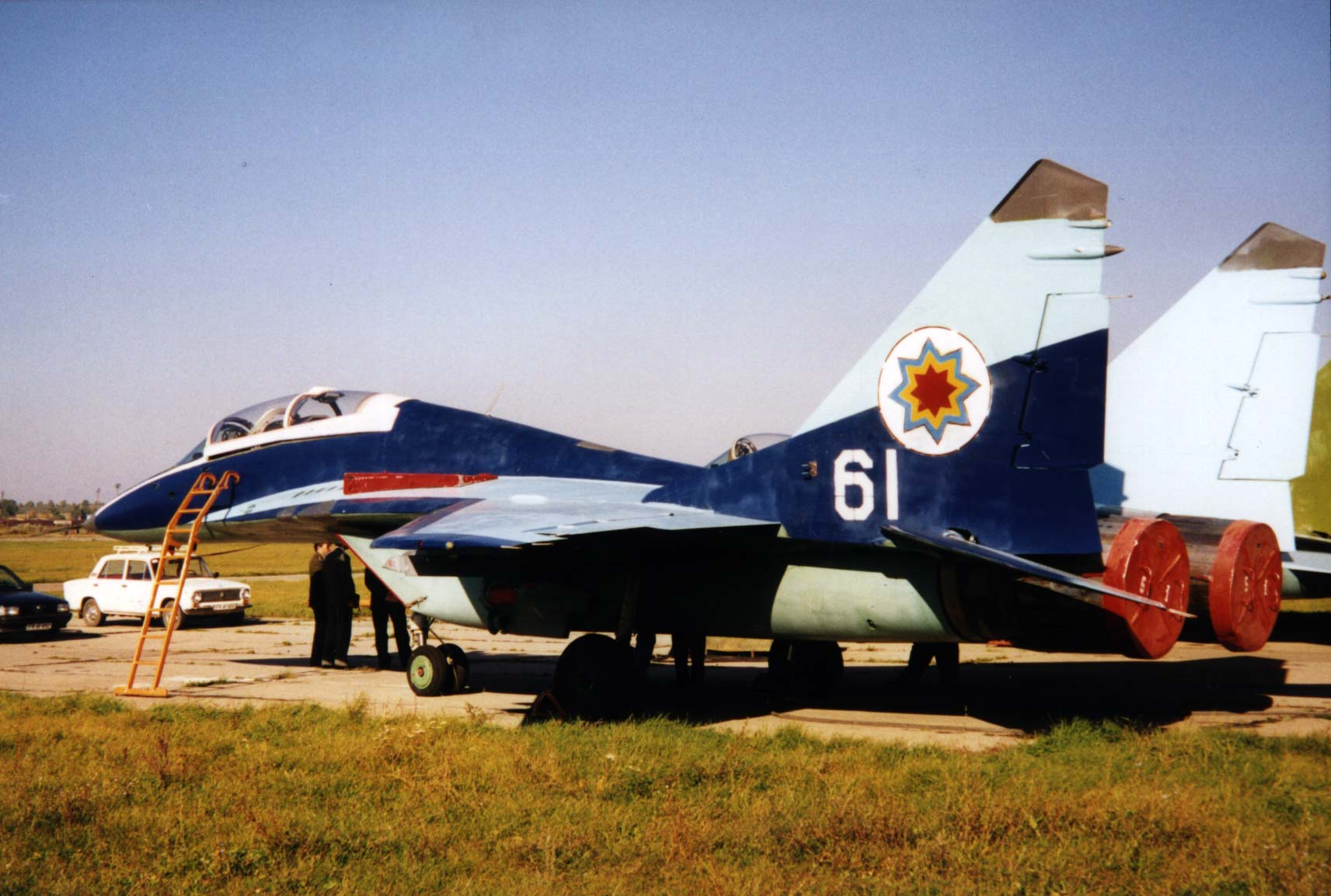
Учебный истребитель МиГ-29УБ молдавских ВВС, проданный США (1997 год)

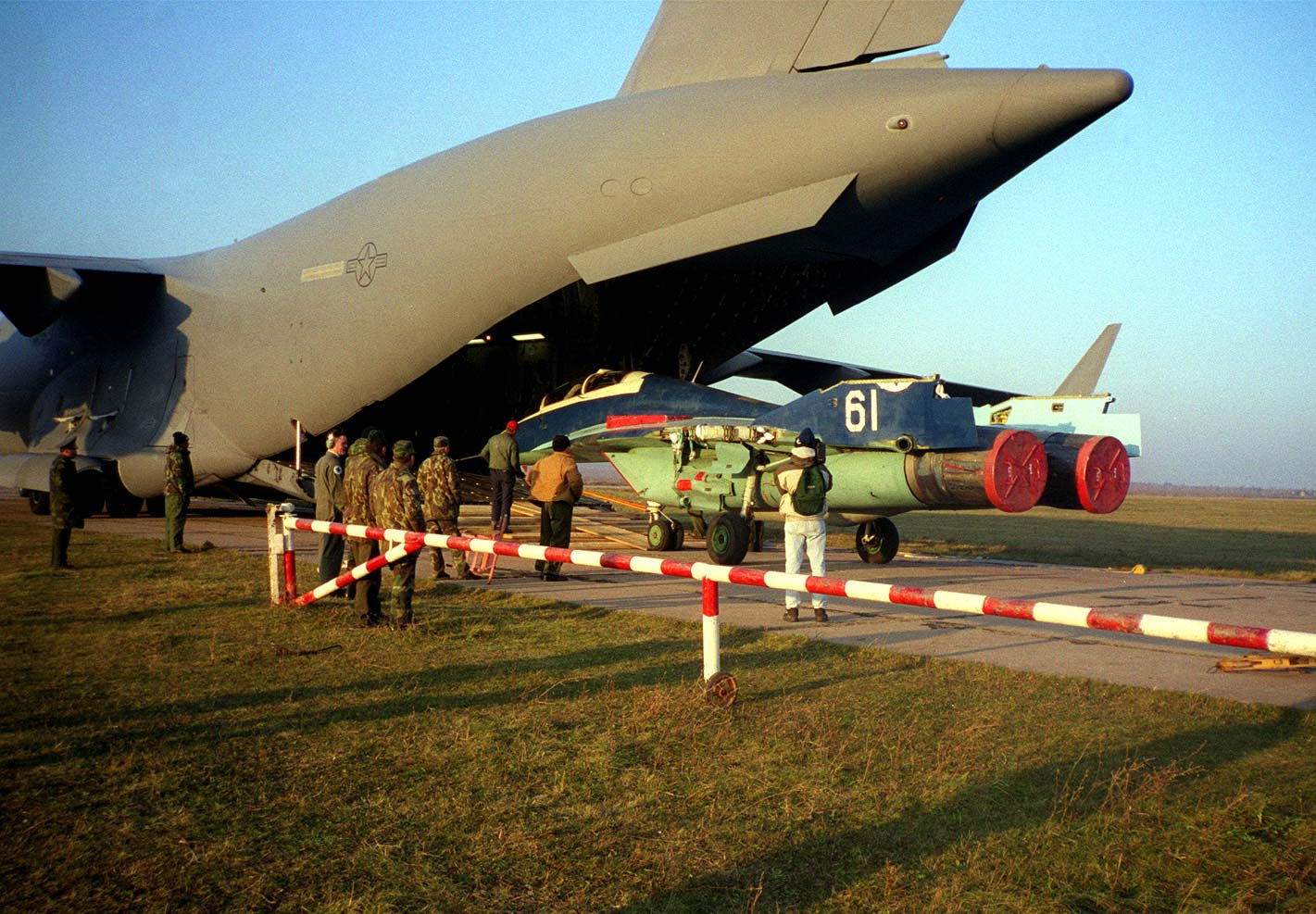
Погрузка Миг-29 в американский самолёт

После распада СССР Молдавии досталось 32 (по другим данным 34) истребителя МиГ-29 86-го гвардейского истребительного полка Черноморского флота СССР (аэродром Маркулешты), который после распада СССР перешёл под юрисдикцию Молдовы.
- 23 июня 1992 года — 1 самолёт по заявлению приднестровской стороны сбит в ходе Приднестровского конфликта[9]. Власти Молдавии отрицают инцидент, заявляя только о повреждении самолёта.
- 1992 год — 1 самолёт Молдавия продала Румынии. В документах не фигурирует цена самолёта. По словам председателя специальной парламентской комиссии Юрия Стойкова[10], бывшие высокопоставленные военные Молдавии признали, что самолёт уступили «в счёт долгов Молдовы Румынии за оказанную помощь во время военного конфликта 1992 года».
- 1994 год — 4 самолёта продано Йеменской Республике[11].
- 1997 год — 21 самолёт (из них лишь 6 пригодны для полётов) продано США. 17 января 2005 года бывший министр обороны страны Валерий Пасат был приговорён к 10 годам лишения свободы за продажу самолётов Соединённым Штатам. Он был обвинён в том, что в результате этой сделки государство потеряло более 50 миллионов долларов[12].

По состоянию на 2021 год на аэродроме в Маркулештах оставалось 6 истребителей МиГ-29. Все в рабочем состоянии.
- В сентябре 2010 года Молдавия объявила о намерении продать последние шесть истребителей МиГ-29, ещё оставшиеся у неё на вооружении. В случае, «если покупатель на МиГ-29 не найдётся, они будут утилизированы»[14]. Прямых покупателей не нашлось.
- В марте 2011 года Молдавия выставила для продажи на аукцион шесть оставшихся истребителей МиГ-29, по общей стартовой цене 8,5 млн долл. Об этом журналистам в Кишинёве сообщил министр обороны Молдавии Виталий Маринуца, отметив, что аукцион по продаже самолётов объявлен в связи с тем, что их не удалось продать путём прямых переговоров. Аукцион по продаже истребителей МиГ-29 должен был состояться 30 ноября 2011 года в Международном аэропорту Маркулешты. Плата за участие в аукционе составляет 3 тысячи долларов. Кроме того, участники аукциона должны уплатить задаток в размере 10 % от начальной стоимости лота. Глава Минобороны Молдавии отметил, что выставленные на продажу самолёты МиГ-29 находятся в нелётном состоянии и нуждаются в ремонте, который оценивается примерно в 30 миллионов долларов. По причине отсутствия покупателей аукцион не состоялся.
- В августе 2012 года Молдавия в очередной раз выставила для продажи на аукцион шесть оставшихся истребителей МиГ-29 по прежней стартовой цене в 8,5 млн долл. Желающих приобрести самолёты не нашлось, аукцион был отменён. Новый аукцион будет объявлен после заседания профильной комиссии, дата его проведения пока не назначена.

По словам представителей министерства обороны, в отсутствие интереса потенциальных покупателей цена на самолёты может быть снижена до 50 процентов.

## Знаки различия

### Генералы и офицеры
| Категории               | Генералы                  | Генералы           | Генералы           | Старшие офицеры | Старшие офицеры    | Старшие офицеры | Младшие офицеры | Младшие офицеры   | Младшие офицеры |
| ----------------------- | ------------------------- | ------------------ | ------------------ | --------------- | ------------------ | --------------- | --------------- | ----------------- | --------------- |
|                         |                           |                    |                    |                 |                    |                 |                 |                   |                 |
| Оригинальное звание     | General de corp de armata | General de divizie | General de brigada | Colonel         | Locotenent-colonel | Maior           | Cápitan         | Locotenent-major  | Locotenent      |
| Российское соответствие | Генерал-полковник         | Генерал-лейтенант  | Генерал-майор      | Полковник       | Подполковник       | Майор           | Капитан         | Старший лейтенант | Лейтенант       |

### Сержанты и солдаты
| Категории               | Подофицеры         | Подофицеры      | Подофицеры | Сержанты и старшины | Сержанты и старшины | Сержанты и старшины | Солдаты  | Солдаты |
| ----------------------- | ------------------ | --------------- | ---------- | ------------------- | ------------------- | ------------------- | -------- | ------- |
|                         |                    |                 |            |                     |                     |                     |          |         |
| Оригинальное звание     | Plutonier-adjutant | Plutonier-major | Plutonier  | Sergent-major       | Sergent             | Sergent-inferior    | Caporal  | Soldat  |
| Российское соответствие | Старший прапорщик  | Прапорщик       | Старшина   | Старший сержант     | Сержант             | Младший сержант     | Ефрейтор | Рядовой |